# جورج رودس
جورج رودس (26 أكتوبر 1993 في المملكة المتحدة - ) (بالإنجليزية: George Rhodes)‏ هو لاعب كريكت بريطاني. لعب مع نادي مقاطعة ورسسترشاير للكريكيت ‏.

## وصلات خارجية
- جورج رودس على موقع إي آس بي آن كريك إنفو (الإنجليزية)